# Lista de grupos étnicos
A seguir está uma lista de grupos étnicos, indicando as várias etnias existentes na contemporaneidade. O conceito de etnia refere-se a um grupo humano estável ao longo da história, que compartilha uma herança cultural comum. Tipicamente, os membros de um grupo étnico falam a mesma língua, possuem características físicas semelhantes e compartilham origens, práticas, crenças e costumes.
No entanto, a classificação das etnias é alvo de debate constante. Muitas vezes, grupos étnicos são subdivididos em subgrupos que, conforme a fonte consultada, podem ser considerados ou não como agrupamentos independentes. Vale destacar também que a localização geográfica das etnias nem sempre coincide com as fronteiras políticas dos países.
Os indivíduos de uma etnia assimilam seus elementos culturais, como idioma e crenças, por meio de um processo de aprendizado conhecido como endogenia cultural. Contudo, por se tratar de um processo individual, é comum surgirem perspectivas diversas dentro de um mesmo grupo étnico, que podem se distanciar dos valores predominantes compartilhados pelo coletivo.
| Etnia            | Idioma                       | Local de origem                                                            | Religião                                                                             |
| ---------------- | ---------------------------- | -------------------------------------------------------------------------- | ------------------------------------------------------------------------------------ |
| Abazas           | Abaza                        | Rússia (Carachai-Circássia)                                                | Islamismo (sunismo)                                                                  |
| Abenakis         | Abenaki                      | Canadá (Quebec), Estados Unidos (Maine, Nova Hampshire, Vermont)           | Religião Abenaki                                                                     |
| Abecazes         | Abcázia                      | Geórgia (Abecásia)                                                         | Cristianismo (ortodoxia), Islamismo (sunismo)                                        |
| Achéns           | Achém                        | Indonésia (Achém)                                                          | Cristianismo (protestantismo), Islamismo (sunismo)                                   |
| Acholis          | Acholi                       | Sudão do Sul, Uganda (Região Norte)                                        | Cristianismo (anglicanismo, catolicismo)                                             |
| Afares           | Afar                         | Djibouti, Eritreia, Etiópia (Afar)                                         | Islamismo (sunismo)                                                                  |
| Africânderes     | Africâner                    | África do Sul                                                              | Cristianismo (protestantismo)                                                        |
| Afro-americanos  | Inglês                       | Estados Unidos (Região Sul)                                                | Cristianismo (protestantismo)                                                        |
| Afro-argentinos  | Castelhano                   | Argentina (Província de Buenos Aires)                                      | Cristianismo (catolicismo)                                                           |
| Afro-bolivianos  | Castelhano                   | Bolívia (Departamento de Potosí)                                           | Cristianismo (catolicismo)                                                           |
| Afro-brasileiros | Português                    | Brasil (Região Sudeste e estados de Pernambuco e Bahia)                    | Cristianismo (catolicismo e protestantismo), Religiões afro-brasileiras              |
| Árabes           | Árabe                        | Arábia Saudita, Bahrein, Catar, Emirados Árabes Unidos, Iêmen, Kuwait, Omã | Islamismo (sunismo, xiismo e ibadismo), cristianismo (ortodoxismo oriental, siríaco) |
| Bambaras         | Bambara                      | Mali                                                                       | Islamismo (sunismo)                                                                  |
| Chuvaches        | Chuvache                     | Rússia (Chuváchia)                                                         | Cristianismo (ortodoxismo)                                                           |
| Drusos           | Árabe                        | Israel, Jordânia, Líbano, Síria                                            | Druzismo                                                                             |
| Estonianos       | Estoniano                    | Estônia, Letônia (Gauja, Ludza)                                            | Cristianismo (protestantismo luterano)                                               |
| Finlandeses      | Finlandês, meänkieli e sueco | Grande Finlândia (Finlândia e partes da Noruega, Rússia e Suécia)          | Cristianismo (protestantismo luterano)                                               |
| Guaranis         | Guarani                      | Argentina (Misiones), Bolívia, Brasil, Paraguai                            | Cristianismo (catolicismo)                                                           |
| Han              | Mandarim, cantonês           | China, Taiwan, Myanmar (Kokang)                                            | Budismo (maaiana), taoismo, religião tradicional chinesa                             |
| Hmong            | Hmong                        | China (Ghizou)                                                             | Práticas animistas/xamânicas                                                         |
| Iorubás          | Iorubá                       | Iorubalândia (partes do Benim, Nigéria e Togo)                             | Islamismo (sunismo), cristianismo (protestantismo), religião iorubá                  |
| Japoneses        | Japonês, hachijō             | Japão                                                                      | Budismo (maaiana), xintoísmo                                                         |
| Mandingas        | Mandinga                     | Gâmbia, Guiné, Mali, Senegal                                               | Islamismo (sunismo)                                                                  |
| Navajos          | Navajo                       | Estados Unidos (Nação Navajo)                                              | Cristianismo (catolicismo), peiotismo                                                |
| Oromas           | Oromo                        | Etiópia (Oromia), Quênia                                                   | Islamismo (sunismo)                                                                  |
| Pastós           | Pastó                        | Pastunistão (partes do Afeganistão e Paquistão)                            | Islamismo (sunismo), siquismo                                                        |
| Quíchuas         | Quíchua                      | Argentina, Bolívia, Colômbia, Equador, Peru                                | Cristianismo (catolicismo), religião inca                                            |
| Quisis           | Quisi                        | Quênia (Condado de Quisi)                                                  | Cristianismo, Religiões tradicionais africanas                                       |
| Romenos          | Romeno                       | Romênia, Moldávia                                                          | Cristianismo (ortodoxismo)                                                           |
| Somalis          | Somali                       | Grande Somália (Somália e partes do Djibouti, Etiópia e Quênia)            | Islamismo (sunismo)                                                                  |
| Tibetanos        | Tibetano                     | Tibete (partes da China), Butão, Nepal                                     | Budismo (vajrayana), bön                                                             |
| Udmurtes         | Udmurte                      | Rússia (Udmúrtia)                                                          | Cristianismo (ortodoxismo)                                                           |
| Vendas           | Venda                        | África do Sul (Limpopo)                                                    | Cristianismo (protestantismo)                                                        |
| Xossas           | Xossa                        | África do Sul (Cabo Oriental)                                              | Cristianismo (protestantismo)                                                        |
| Zulus            | Zulu                         | África do Sul (Cuazulo-Natal)                                              | Cristianismo (protestantismo)                                                        |